# Buscant la Dory
Buscant la Dory (títol original anglès, Finding Dory) és una pel·lícula estatunidenca d'animació 3D per ordinador de 2016. És la seqüela de Buscant en Nemo. Va ser distribuïda per Walt Disney Pictures i produïda per Pixar i dirigida per Andrew Stanton, que va dirigir la pel·lícula original, i va tornar com a escriptor i director, al costat d'Angus MacLane com a codirector. Hi tornen a aparèixer alguns personatges de la pel·lícula anterior; a més de la Dory hi ha en Nemo, en Marlin i la colla de l'aquari. No va aparèixer doblada al català a les pantalles fins al dia 22 de juny de 2016. També s'ha subtitulat al català.
Buscant la Dory se centra en el peix Dory, que farà un viatge per reunir-se amb els seus pares. En el camí, ella és capturada i portada a un aquari públic de Califòrnia, on Marlin i Nemo intenten rescatar-la.

## Argument
Un any després dels esdeveniments de la primera pel·lícula, Dory comença a tenir somnis fragmentats i flashbacks de la seva vida abans de conèixer Marlin i Nemo, sobretot dels seus pares. Després d'escoltar una conferència del Sr. Ray sobre la migració, on els animals marins utilitzen l'instint de tornar a casa, els records de Dory es desencadenen i ella té el sobtat desig de trobar els seus pares, només recordant vagament que vivien en "la Joia de Morro Bay, Califòrnia". Al principi, Marlin rebutja permetre que viatgi a través de l'oceà, però a causa de la insistència de Nemo i recordant el dolor que va sentir quan gairebé el va perdre, accepta a contracor acompanyar la Dory. Amb l'ajuda de Crush, Dory, Marlin i Nemo remunten el corrent oceànic a Califòrnia. Quan Dory es passeja prop d'un naufragi, el trio es veu obligat a fugir d'un calamar gegant depredador, gairebé matant Nemo en el procés. Marlin culpa la Dory per posar en Nemo en perill i enfadat li diu que oblidar és el millor que pot fer. Dolorida, la Dory s'allunya cap a la superfície i és "rescatada" pels voluntaris de l'Institut de Vida Marina.
Dory és etiquetada i enviada a la secció de quarantena de l'Institut, on es troba amb un polp vermell fugitiu anomenat Hank. Hank vol l'etiqueta de Dory, ja que significa que en lloc de ser retornada al seu hàbitat natural, com altres peixos, ella serà enviada a un aquari permanent a Cleveland. Hank, a causa d'una experiència traumàtica en el passat, té por de viure en la naturalesa i prefereix viure en un recinte segur, per la qual cosa fa un tracte amb Dory per ajudar-la a trobar els seus pares a canvi de la seva etiqueta. Després d'observar diverses pistes i recordant fragments de memòria, Dory dedueix que va néixer en la secció de Mar Obert de l'Institut i que ha de ser allí on els seus pares estan. En el camí, ella es troba amb la seva amiga de la infantesa, un tauró balena femella anomenada Destiny que té problemes de vista curta a qui demana ajuda, i en Bailey, una balena beluga que creu que ha perdut la seva capacitat d'ecolocalització. Després d'arribar a la seva antiga casa en l'exposició Mar Obert (on abans d'anar, li lliura la seva etiqueta a en Hank), Dory s'assabenta que tots els cirurgians blaus com ella estan sent transferits a Cleveland, la qual cosa significa que els seus pares han d'estar de tornada en quarantena. Mentrestant, Marlin i Nemo tracten de rescatar a la Dory, amb l'ajuda d'un parell de lleons marins anomenats Fluke i Rudder, els qui els introdueixen a una colimbo amable, però estranya anomenada Becky. Becky se les arregla per fer-los entrar a l'interior de l'Institut, i Marlin i Nemo s'obren camí a través de diverses exposicions abans de reunir-se amb Dory en el sistema laberíntic de canonades de l'Institut. En reunir-se, Marlin li recorda a Dory les bones accions que ella va fer en la primera pel·lícula.
Reunits, el trio viatja a Quarentena, on s'apanyen per trobar el dipòsit dels altres peixos cirurgians blaus. No obstant això, s'assabenten que quan era jove, Dory va ser succionada a través del sistema de canonades de l'Institut. Els seus pares van ser a Quarentena per buscar-la, però mai la van tornar, la qual cosa indicava que probablement van morir en l'intent. Mentre Dory està en xoc, Hank intenta evacuar-la i a Marlin i Nemo, però només pot recuperar a Dory. Marlin i Nemo estan atrapats en el tanc de peixos cirurgians blaus, que és carregat en el camió amb destinació a Cleveland, i en la seva pressa per escapar de Hank, Dory cau accidentalment en un desguàs, quedant-se sola en l'oceà de nou. Després d'haver oblidat per què està en l'oceà, Dory passeja sense rumb abans de trobar-se amb un rastre d'ostres. Recordant que els seus pares li van ensenyar a seguir un rastre d'ostres per tornar a casa, Dory el segueix i finalment, es retroba amb els seus pares, Charlie i Jenny. Tots dos revelen que quan no van poder trobar a Dory a Quarentena, van deduir que ella va escapar a l'oceà, per la qual cosa es van escapar de l'Institut, i han estat passant els últims anys formant les rutes d'ostres amb l'esperança que Dory els trobaria i els seguís a casa. Feliç d'estar de tornada amb la seva família, Dory de sobte recorda que ella necessita rescatar a Marlin i a Nemo.
Bailey i Destiny escapen de les seves exposicions per ajudar a la intercepció de Dory en el camió, i temporalment aconsegueixen detenir el camió preguntant a les llúdries del mar com arribar a la carretera i distreure al tràfic. Destiny llança llavors a Dory en el cel, i les llúdries l'agarren i la porten a la camioneta. Una vegada dins, aconsegueix ajudar Marlin i Nemo a escapar, però és deixada accidentalment enrere. Amb la porta de la camioneta bloquejada, Dory llavors convenç a Hank que viure en estat salvatge no és tan dolent, i Hank es compromet a ajudar-la a escapar de nou. Ells treballen junts per segrestar el camió i conduir-ho per un penya-segat en l'oceà, alliberant a tots els altres peixos a l'interior també. Reunits, Dory, els seus pares i la tornada de Hank amb Marlin i Nemo a Coral.

## Banda sonora
Finding Dory: Original Motion Picture Soundtrack és la banda sonora de la pel·lícula, i la va compondre Thomas Newman als estudis de la 20th Century Fox i Sony Pictures. El seu llançament va ser el 17 de juny de 2016.
El 20 de maig de 2016, Sia va realitzar una versió de "Unforgettable" de Nat King Cole a The Ellen DeGeneres Show, poc després que Ellen anunciés que estaria en el repartiment.